# Hygrophila griffithii
Hygrophila griffithii är en akantusväxtart som först beskrevs av George Bentham och C. B. Cl., och fick sitt nu gällande namn av Hermann Heino Heine. Hygrophila griffithii ingår i släktet Hygrophila och familjen akantusväxter. Inga underarter finns listade i Catalogue of Life.